# Johann Kroog
Johann Kroog (* 1. September 1877 in Rekum (Landkreis Blumenthal (heute Ortsteil im Stadtteil Bremen-Blumenthal)  ); † 20. Mai 1947 in Bremen-Farge) war ein Bremer Politiker (SPD) und Mitglied der Bremischen Bürgerschaft.

## Biografie
Kroog war von Beruf Metallarbeiter (Dreher) und wohnte 1938 in Farge-Rekum Hohenesch 116. In der Revolution von 1918/19 besetzten er und andere vorübergehend die Gießerei H. Dewers in Rönnebeck. Gemeinsam mit dem Steingutdreher Heinrich Steffens aus Farge für die SPD, und dem Fahrradhändler Friedrich Köster aus Farge für die USPD, war Kroog einer der Spitzenkandidaten für die Gemeinderatswahlen am 2. März 1919 (die SPD errang in Rekum und in Farge je 5 Mandate, die USPD in Rekum 4 und in Farge 3 Mandate, während die Bürgerlichen in Rekum 6 und in Farge 4 Mandate errangen). Vom 1. Oktober 1926 bis zu seiner Entlassung am 30. Juni 1933 war er als Gemeindesekretär der Gemeinde Farge angestellt, unter dem damaligen Bürgermeister Richard Taylor (parteilos). Bei der letzten, schon unfreien reichsweiten Kommunalwahl am 12. März 1933 war Johann Kroog gemeinsam mit Dietrich Schwanewede (Schiffbauer), Georg Stolte (Dachdecker), Heinrich Greve (Schlosser) und Otto Pommerening (Schmied) für die SPD in den Gemeinderat gewählt worden. Für die NSDAP waren Heinrich Umlauf (Hauptlehrer), Carl Braunschweiger (Viehhändler), Wilhelm van Dyk (Schriftsteller) und Johann Dietrich Trüper (Bauunternehmer) gewählt worden. Für die Liste 'Bürgerliche Einheit' waren Theodor Michelsen (Malermeister), Gerhard Töllner (Landwirt) Fritz Beckmann (Bäckermeister) und Georg Mumme (Wollnachseher) gewählt worden. Für die KPD waren der Schiffbauer Wilhelm Faust und der Arbeiter Karl Meyer gewählt worden. Von den ca. 2000 Wahlberechtigten hatten 1621 Personen abgestimmt; für die SPD stimmten 546 (= 5 Sitze), für die NSDAP 432 (=4 Sitze), für die Liste 'Bürgerliche Einheit' 423 (=4 Sitze) und für die KPD 220 (=2 Sitze). Die KPD-Vertreter wurden unverzüglich von der Mehrheit aus NSDAP und Bürgerlicher Liste vom Gemeinderat ausgeschlossen, im Zuge der nach dem Reichstagsbrand am 27./28. Februar 1933 von der Reichsregierung betriebenen Kommunistenverfolgung. Kroog errang bei der gleichzeitig am 12. März 1933 stattfindenden Kreistagswahl ein Mandat, wurde aber an der Wahrnehmung vom NS-Regime gehindert. Nach dem Verbot der SPD am 22. Juni 1933 wurde Kroog am 30. Juni 1933 als Gemeindesekretär entlassen, und ersetzt am 1. August 1933 durch Johannes Kühlke, NSDAP-Ortsgruppenleiter von Farge.
Vom November 1946 bis zu seinem Tod 1947 war Kroog Mitglied der ersten gewählten Bremischen Bürgerschaft und in Deputationen der Bürgerschaft tätig. Hermann Boelmann (SPD) folgte ihm im Juni 1947 als Abgeordneter.
Die Bergstraße in Bremen-Farge wurde in den 1960er Jahren nach ihm in Johann-Kroog-Straße umbenannt.